# Cycas tuckeri
Cycas tuckeri Hill, 1996 è una pianta appartenente alla famiglia delle Cycadaceae endemica dell'Australia.

## Distribuzione e habitat
Questa specie è endemica di una ristretta area della penisola di Capo York in Queensland, Australia nordorientale..

## Conservazione
La IUCN Red List classifica C. wadei come specie vulnerabile a causa del ristrettissimo areale. L'habitat è minacciato dagli incendi.